# Tâm linh Hồ Chí Minh
Tâm linh Hồ Chí Minh hay đạo Bác Hồ là một hình thức tín ngưỡng, tôn giáo tại Việt Nam xuất phát từ việc thờ cúng Hồ Chí Minh, Chủ tịch đầu tiên của nước Việt Nam Dân chủ Cộng hòa. Hình thức tín ngưỡng, tôn giáo này xuất hiện từ cuối những năm 1980, đầu những năm 1990 tại nhiều địa phương ở Việt Nam dưới nhiều dạng thức, hội nhóm khác nhau và có hệ thống giáo lý, kinh sách, xuất bản phẩm về tín ngưỡng, tôn giáo với nội dung chủ yếu tôn vinh Hồ Chí Minh như bậc thần thánh. Các hình thức tâm linh Hồ Chí Minh được cho là thu hút nhiều người tham gia.
Một bộ phận hội nhóm tâm linh Hồ Chí Minh có khuynh hướng chấp hành chủ trương, đường lối và pháp luật của Đảng và Nhà nước Việt Nam, trong khi một bộ phận có khuynh hướng mâu thuẫn với chính quyền, người dân, gia đình. Truyền thông và các cơ quan nhà nước Việt Nam đều cho rằng tâm linh Hồ Chí Minh mang nhiều biểu hiện mê tín dị đoan, phản khoa học, lợi dụng hình ảnh Hồ Chí Minh nhằm trục lợi, thậm chí gây ảnh hưởng đến sức khỏe người dân và tình hình an ninh trật tự trong nước.